# Glaphyria dolatalis
Glaphyria dolatalis là một loài bướm đêm trong họ Crambidae.